# Ralpacsen
Ralpacsen  (tibeti: རལ་པ་ཅན, wylie: ralpacsen), született Tricuk Decen (tibeti: ཁྲི་གཙུག་ལྡེ་བཙན, wylie: khri gtsug lde btsan) 806 körül, a kutya évében, a hagyományos források szerint a 41. tibeti király volt, aki apja, Szadnalegsz halála után (815) került hatalomra, egészen 838-ig. Úgy is nevezték, hogy „isten fia” (a Ba testamentuma című műben).
Öt testvér közül volt a második legidősebb. A legidősebb Cangma (tibeti: lha szrasz gcang ma) volt, aki buddhista fogadalmat is tett. A középső fiú volt Langdarma, aki buddhista ellenes volt, és a fent forrás „uralkodásra alkalmatlannak” nevezi. A két legfiatalabb testvére korán meghalt.
Ralpacsen nagyon fontosnak számít a tibeti buddhizmus történelmében, ugyanis őt tekintik a három dharma király (csoszgyal) — Szongcen Gampo, Triszong Decen és ő — közül az egyiknek, aki elhozta a buddhizmust Tibetbe. Triszongnak öt felesége volt, mind tibeti nemesi családból.

## Politikai tevékenységei
A Tibeti Birodalom az ő uralma alatt érte el legnagyobb földrajzi kiterjedését, beleértve Kína, India, Nepál, a Khotani királyság, Baltisztáán, Bruzha (Gilgit és Hunza), Csangcsung, Hor-jul, Szog-jul, Jugur, és Kamilog (nagyjából a mai Szecsuan területe) egyes területeit, illetve Hszincsiang és Kanszu majdnem teljes területét is.
Ralpasen hatalmához nagyban hozzájárult Csang 'Bro szTag hadvezér kitűnő harcászati képességei. 810-ben Hszianzong császár három prefektusát kérte tőle vissza írásban. 816-ban Csang 'Bro szTag lerohanta az ujgurok fővárosát, Ordu-Balikot. 819-ben megtámadta a kínai ordosz sivatag déli részén fekvő Jancsou várost a kínai nagy fal közelében. 821-ben a kínaiakkal történő béketárgyalások közben heves támadást indított a kínaiak ellen, amely valószínűleg hatással volt a keleti szomszédra, hogy hajlandó legyen aláírni a békeszerződést.
Ralpacsen uralkodását a Kínával és az ujgurokkal történő konfliktus jellemezte.
A Kínával aláírt békeszerződés kétnyelvű szövege felkerült egy kő oszlopra is, amelyet 823-ban emeltek, és amely jelenleg a Dzsokhang kolostor udvarán áll Lhászában. A szerződés szövegét tartalmazó másik két oszlop Kínában és a két ország határán lett elhelyezve - ez utóbbit állítólag ellopta egy francia tibetológus csoport.

## Kultúra és buddhizmus
Ralpasen lelkesen támogatta a buddhizmust és számtalan szakembert, tudóst és fordítót hívott meg Tibetbe Kínából, Nepálból, Kasmírból és a Khotan királyságból. Támogatta továbbá a tibeti irodalom és a szövegfordítások fejlesztését, amelyet rendkívüli mértékben segített egy részletes szanszkrit-tibeti szótár megalkotása  (Mahávjutpatti), amely több ezer szócikkből állt. Elrendelte, hogy minden szöveget szanszkritról fordítsanak le.
Ralpacsen személyét Vadzsrapáni megtestesülésének tekintették. Arra biztatta az indiai és a tibeti tudósokat, hogy fordítsák le a Tripitakát, a szövegmagyarázatokat és az ősi tantrákat tibeti nyelvre.
Ralpacsen kilencemeletes templomot épített a Jarlung és a Kji folyók összefolyásánál. Az Usangi templom alsóbb szintjei kőből, a következő három szint téglából és a felső három fából épült. Híres volt az aranyozott tetőzete. A felső emeleten buddhista szobrok, sztúpák és írások voltak, a középső szinteken dolgoztak a tudósok és a fordítók, az alsóbb szinteken végezték az állami ügyeket. Ezen felül a király átépített és felújított több korábbi templomot is. Egységesítette a mértékegységeket a meglévő kínai egységek alapján. Bevezette az indiai kanonikus szabályokat az egyház részére és hierarchiába rendezte a szerzeteseket, és hét családot osztott be minden szerzetes számára, akiket szigorú rendeletek kényszerítettek, hogy tisztelettel bánjanak az egyházi személlyel.

## Halála és utódlása
Ralpacsent a legtöbb hagyományos tibeti forrás szerint két bon párti miniszter gyilkolta meg, akik azután a király buddhista-ellenes öccsét, Langdarmát helyezték a trónra. Egyes történeti leírások szerint a maldrói palota lécsőről esett le véletlenül, míg a Tang régi könyv szerint megbetegedett és le kellett mondania az uralkodásról és csak később halt meg.